# Franz Findeisen
Franz Findeisen (* 18. August 1892 in Mylau, Vogtland; † 9. Juni 1962 in Auerbach/Vogtl.) war ein deutscher Professor an den Handelshochschulen in Nürnberg und Leipzig.

## Leben
Findeisen wurde als Sohn eines Kolonialwarenhändlers geboren. Er absolvierte eine dreijährige Kaufmannslehre im Kolonialwarenhandel in Leipzig und schloss ein Studium an der Handelshochschule Leipzig an. 1911 wurde er Mitglied des Corps Hermunduria Leipzig. 1917 wurde er an der Universität Leipzig bei Karl Bücher über Kaffeehandel promoviert. Seine Habilitation erfolgte 1919 an der Johann Wolfgang Goethe-Universität Frankfurt am Main bei Fritz Schmidt mit der Arbeit Der Marktanteil im Rahmen der Absatzökonomie der Betriebe. 1920 wurde er Professor an der neu gegründeten Handelshochschule Nürnberg. 1924/25 war er dort Rektor. 1925 erfolgte sein Ruf an die Handelshochschule Leipzig. Mit Hermann Großmann gab er ein wichtiges Lehrbuch zur Betriebswirtschaft heraus. Auf Grund psychischer Probleme erkrankte er 1932 und überwarf sich mit seinem Assistenten Arthur Lisowsky. 1933 trat er der NSDAP bei und schloss sich auch der SA an. Ende des Sommersemester 1933 wurde er wegen Krankheit vom Dienst suspendiert und anschließend zwangspensioniert.

## Veröffentlichungen
- Die Reserven der Unternehmung mit besonderer Berücksichtigung der Steuern, Berlin 1922
- Der Eiserne Bestand in betriebswirtschaftlicher und steuerlicher Beziehung, Berlin 1923
- Unternehmung und Steuer, Steuerbetriebslehre, Berlin 1923
- Umsatzsteuer und Buchführung, eine Untersuchung über die Wirkung der Umsatzsteuer auf die Organisation, Buchführung und Ertragswirtschaft kaufm. Betriebe, Berlin 1923
- Der Marktanteil im Rahmen der Absatzökonomie der Betriebe, 1924 (Habilitation von 1919)